# 索命空間
《索命空間》（英語：The Killing Room）是一部2009年心理驚悚片，由乔纳森·理贝斯曼執導，可莉·杜瓦、尼克·卡农、科洛·塞维尼和提摩西·荷頓主演，在2009年圣丹斯电影节上首映，由ContentFilm在國際上發行。

## 剧情
四個人報名參加一項心理學研究，結果發現他們却是殘酷的現代版MKUltra计划灌輸项目的對象。受試者一個接一個地被帶到一間白色的大房間，房間裡的桌子和椅子都用螺栓固定在地板上。
他們每個人都得到一份問卷來填寫。與此同時，一名研究人員進入房間，表面上是要對研究進行介绍。他向受試者（三男一女）指出，這項研究大約需要八個小時才能完成，屆時他們每人將獲得250美元的報酬。完成介紹後，研究人員用槍朝女受試者的頭部開槍，然後迅速離開了房間。
在接下來的幾個小時內，其餘三名男性受試者将会遭受額外的身心虐待。只有一名受試者能經受住考驗。这位受試者設法逃進了建築物。广播提供了受試者在建築物中的位置的詳細信息。然後揭示受試者原来正在去他應該去的地方。他最終進入了一個房間，另外兩名男性被綁在椅子上。然後广播說第2階段要開始了。
在最後一個受試者逃跑时，據透露，秘密計劃的目標是通過開發類似於自殺式炸彈的“民用武器”，在人類平民中實現類似於所谓细胞凋亡的現象。

## 演员
- 科洛·塞维尼 饰 埃米莉·赖利女士
- 尼克·卡农 饰 保罗·布罗迪
- 提摩西·荷頓 饰 克劳福德·海恩斯
- 謝伊·惠格姆 饰 托尼·马佐拉
- 彼得·斯特曼 饰 菲利普斯博士
- 可莉·杜瓦 饰 克丽·伊萨拉诺

## 反响
截至2020年6月，該片在評分聚合網站爛番茄上擁有71%的支持率，基於7條評論，平均評分為5.79/10。音樂電視網的拉里·卡羅爾將其評為2009年聖丹斯電影節的“最佳電影”，稱讚它“殘酷、大膽且完全不可預測”。與其他帶有幽閉恐怖氣氛的電影相比，他將其描述為“擁有更好演員的《异次元杀阵》，沒有嬉皮的《落水狗》，帶有現代風格的戰時偏執狂的《救生艇》”。